# Tmesisternus humeralis
Tmesisternus humeralis es una especie de escarabajo del género Tmesisternus, familia Cerambycidae. Fue descrita científicamente por Aurivillius en 1924.
Habita en Nueva Guinea Occidental. Esta especie mide 12-14 mm.